# پیرومرفیت
پیرومرفیت  (به انگلیسی: Pyromorphite) با فرمول شیمیایی Pb5[Cl - (PO4)3] از مجموعه کانی هاست و دارای شکستگی ناصاف از زبان یونانی pur به معنای آتش و morphe به معنای فرم و شکل گرفته شده‌است. حل شونده در HNO3,KOH PbO:۸۲٪  P2O۵:۱۵٫۴٪  Cl:۲٫۶٪  برای اولین بار در آلمان غربی کشف شد و از نظر شکل بلور: منشوری - ورقه‌ای (پهن و کوتاه)، رنگ: سبز - زرد - قهوه‌ای - خاکستری سفید - زرد قرمز، شفافیت: نیمه شفاف، شکستگی: ناصاف، جلا: الماسی - چرب، رخ: ناقص، سیستم تبلور: هگزاگونال و در رده‌بندی فسفات است  و منشأ تشکیل آن ثانوی است.
همایند کانی‌شناسی (پارانژ) آن میمتیت - آپاتیت- گالن- سروزیت- میمتیت است
، از نظر ژیزمان بلور تقریباً کمیاب است و بیشتر در آلمان غربی، چک اسلواکی، بریتانیای کبیر، فرانسه، URSS، مراکش، زامبیا و آمریکا یافت می‌شود.(بلورهای درشت و بیرنگ تا سبز روشن این کانی در معدن سرب و روی کوشک بافق{یزد} نیز یافت شده‌است."شریعتی")